# Armeekorps Merker
Armeekorps Merker var en tysk armékår under andra världskriget. Kåren sattes upp den 21 april 1945.

### Webbkällor
- ”Armeekorps Merker”. Lexikon der Wehrmacht. http://www.lexikon-der-wehrmacht.de/Gliederungen/Korps/KorpsMerker-R.htm. Läst 25 april 2012.